# Cyclocross-Weltmeisterschaften

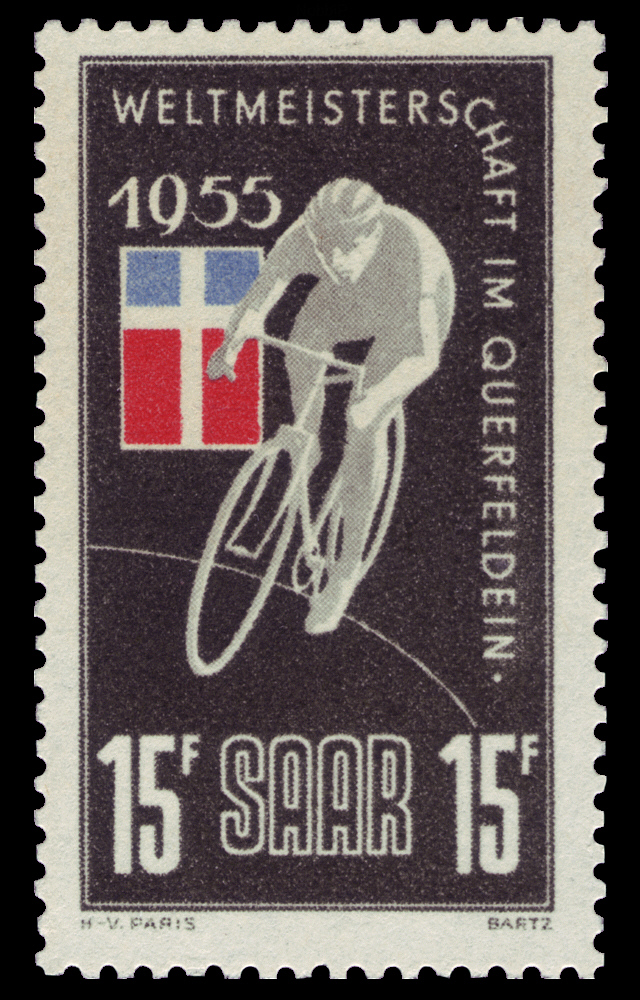
Weltmeisterschaften im Querfeldein 1955 in Saarbrücken: Briefmarke des teilautonomen Saarlands (1947–56)

Die Cyclocross-Weltmeisterschaften werden vom Radsport-Weltverband UCI seit 1950 jährlich an wechselnden Orten ausgetragen. Die Sportart Cyclocross wird im Deutschen auch Querfeldeinrennen bzw. in der Schweiz Radquer genannt.
Rekordsieger bei den Männern sind mit je sieben Titeln der Belgier Erik De Vlaeminck und der Niederländer Mathieu van der Poel. Bei den Frauen hat Marianne Vos als Rekordsiegerin acht Titel errungen.

## Geschichte
Von 1924 bis 1949 führten die Sportzeitung L’Auto und die UVF, Vorläufer des französischen Radsportverbands, das Critérium international de cyclo-cross durch, welches als Vorläufer der Weltmeisterschaften gilt. Dieser Wettbewerb fand in der Vorkriegszeit bei Paris auf dem Mont Valérien statt, 1947 einmalig in Luxemburg und zuletzt im Bois de Vincennes, wo dann, nunmehr unter Ägide des Weltverbands UCI, 1950 zum ersten Mal ein Weltmeister im Cyclocross ermittelt wurde.
Der Wettbewerb stand zunächst Profis und Amateuren gleichermaßen offen. Von 1967 bis 1993 gab es ein separates Rennen für Amateure. Nach und nach kamen Wettbewerbe für Junioren (1979) und die U23 (1996) hinzu. 2000 wurde das erste Mal eine Weltmeisterin gekürt, die Altersklassen U23 und Junioren der Frauen kamen 2016 bzw. 2020 hinzu. 2021 fanden die beiden Wettbewerbe zur Ermittlung der Juniorenweltmeister aufgrund der COVID-19-Pandemie nicht statt. 2023 wurde erstmals eine Mixed-Staffel eingeführt, nachdem es im Jahr zuvor einen Test-Wettbewerb gegeben hatte.
Der Termin der Weltmeisterschaften ist grundsätzlich gegen Ende der Cyclocross-Saison, seit den 1980er Jahren waren sie stets Ende Januar oder Anfang Februar. Daher steht Cyclocross als eine der wenigen Disziplinen nicht im Programm der 2023 erstmals eingeführten, allgemeinen Radsport-Weltmeisterschaften, die ihren Termin im August haben.

### Internationale Beteiligung

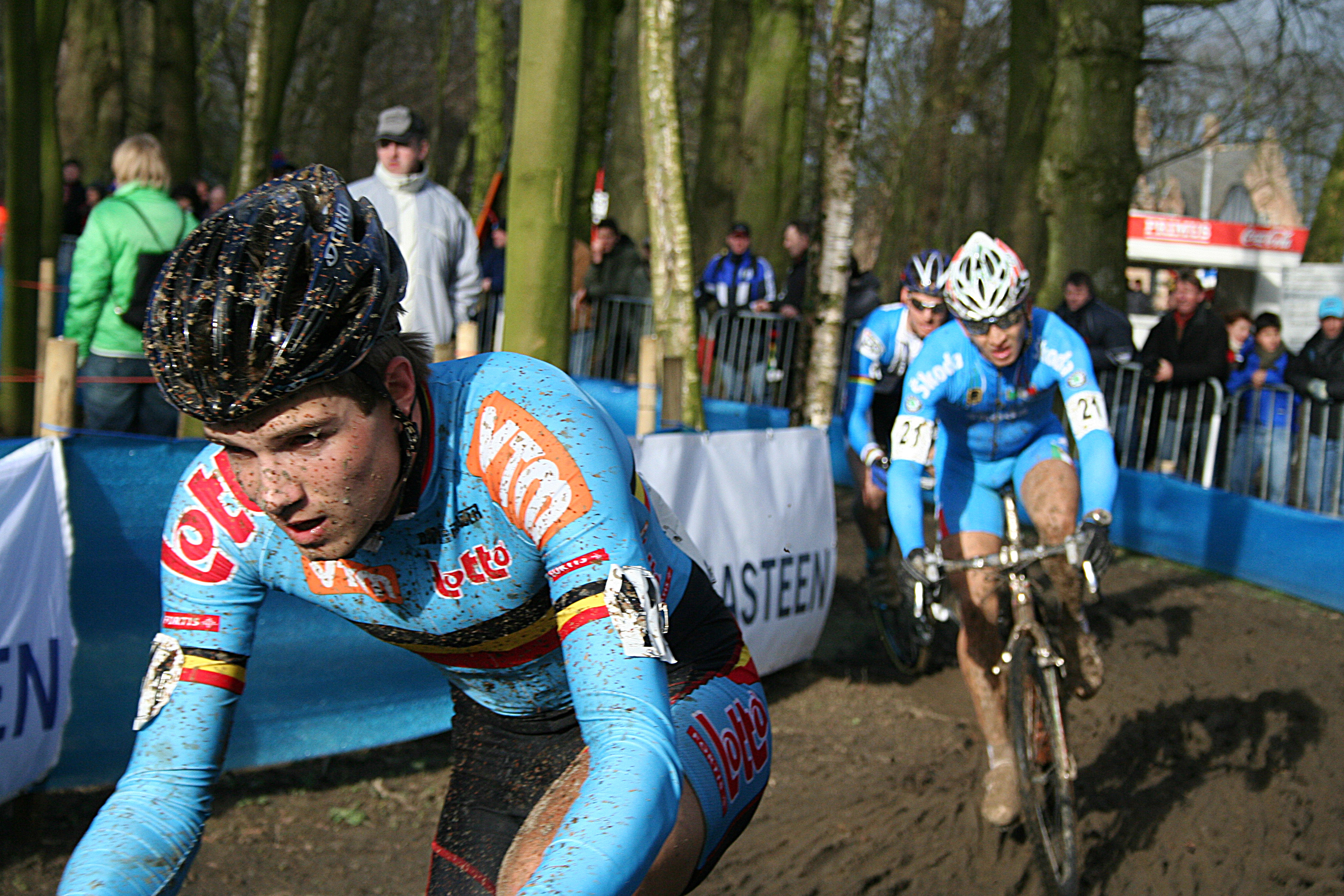
Der Belgier Niels Albert beim U23-Rennen 2007.

Im Laufe der Zeit haben sich etwa 50 Nationen aus allen Kontinenten an den Weltmeisterschaften beteiligt, die meisten davon aus Europa. Belgien, Frankreich, Italien und die Schweiz waren bei jeder Austragung dabei, Deutschland, Luxemburg und Spanien fehlten nur je zweimal. Von den außereuropäischen Nationen waren die Vereinigten Staaten, Kanada und Japan mit Abstand am häufigsten vertreten. Die USA und Kanada stellen auch die einzigen Medaillengewinner unter diesen Ländern und haben je einen Sieg im Juniorenbereich errungen.
In den 1950er Jahren wurden die Wettbewerbe noch durch Frankreich dominiert, danach stellte sich ein Gleichgewicht zwischen Belgien, Deutschland, Italien, den Niederlanden, der Schweiz und der Tschechoslowakei ein, die alle mehrfach den Weltmeister stellten. Seit den 2000ern üben die Fahrer aus Belgien und den Niederlanden eine Dominanz aus, die nur der Tscheche Zdeněk Štybar (drei Siege) und die Deutsche Hanka Kupfernagel (vier Siege) nachhaltig stören konnten. Bei den Wettbewerben der letzten zehn Jahre gingen in der Elite 19 der 20 möglichen Titel an Belgien oder die Niederlande.

### Masters-WM
Seit 1997 werden von der UCI auch Cyclocross-Weltmeisterschaften für Senioren ab der Altersklasse 35–39 durchgeführt. Bis 2011 fanden diese stets im belgischen Mol statt, danach an wechselnden Orten. Zunächst am Anfang des Jahres abgehalten, sind sie seit 2016 am Ende des Jahres. Sie wurden jedoch stets zeitlich und räumlich getrennt von den eigentlichen Weltmeisterschaften organisiert, mit Ausnahme von 2013, als sie in Louisville einen Tag vor den Elite-Wettkämpfen stattfanden. Die bislang letzte Austragung war Ende November 2024 in Hamburg. Für 2025 und 2026 geht die Veranstaltung nach Varese.

## Modus

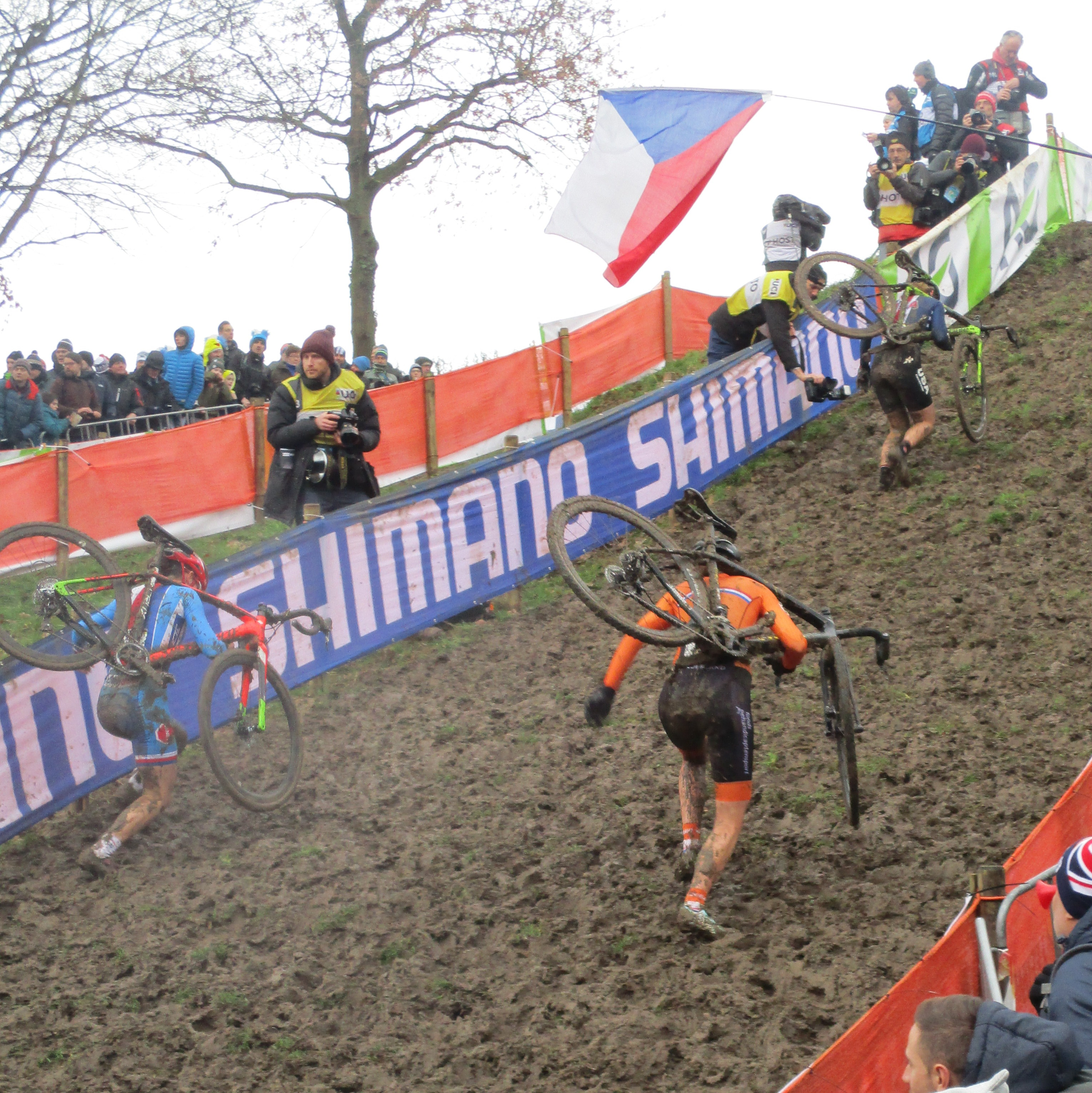
Laufpassage beim U23-Rennen der Frauen 2018

Die Weltmeisterschaften werden gegen Ende der Cyclocross-Saison, also Ende Januar oder Anfang Februar, an jährlich wechselnden Orten durchgeführt. Im Gegensatz zu den meisten Rennen der Saison treten die Athleten nicht für ihre Vertragsteams, sondern nach Nationalmannschaften an.
Die Einzel-Wettbewerbe werden, wie im Cyclocross üblich, auf einem circa drei Kilometer langen Rundkurs ausgefahren, der mehrfach durchlaufen wird. Pro Nation und Wettbewerb gibt es fünf bis sieben Startplätze, abhängig von der Weltranglisten-Position; diese Quoten werden aber nur selten ausgeschöpft. Ein persönliches Startrecht haben die Gewinner der vorangegangenen WM, des Weltcups, der Europa- und der Panamerika-Meisterschaften. Fahrer und Fahrerinnen der U23-Kategorie können sich freiwillig in die Elite hochstufen lassen, sie verlieren für die Zukunft jedoch das Startrecht in der U23.
In der Mixed-Staffel treten Nationalmannschaften aus sechs Mitgliedern an, die die Alterskategorien Elite, U23 und Junioren repräsentieren, wobei jeder Teilnehmer eine Runde des Parcours fährt.
Die Sieger der Weltmeisterschaften haben das Recht und die Pflicht, ein Jahr lang bei allen Cyclocrossrennen ihrer Kategorie das Regenbogentrikot zu tragen. Von 1996 bis 2015 war dies mit einem blauen Cyclocross-Piktogramm versehen. Seit 2016 ist das Trikot in allen Radsport-Disziplinen gleich.

## Austragungen
Bis einschließlich 2025 fanden die Weltmeisterschaften 76 Mal statt. Darüber hinaus stehen die Gastgeber bis mindestens 2028 bereits fest.
Die Austragungsorte der Weltmeisterschaften lagen bis 2012 ausschließlich in Europa, seitdem wurden sie zweimal in den Vereinigten Staaten gehalten. Belgien hat bisher mit zehn Wettkämpfen die meisten Veranstaltungen ausgerichtet, die Niederlande und Frankreich jeweils neun, Deutschland (inklusive Saarland) und die Schweiz jeweils acht, Spanien sieben.
- 1950:  Paris
- 1951:  Luxemburg
- 1952:  Genf
- 1953:  Oñati
- 1954:  Crenna
- 1955:  Saarbrücken
- 1956:  Luxemburg
- 1957:  Edelare
- 1958:  Limoges
- 1959:  Genf
- 1960:  Tolosa
- 1961:  Hannover
- 1962:  Esch an der Alzette
- 1963:  Calais
- 1964:  Overboelare
- 1965:  Cavaria
- 1966:  Beasain
- 1967:  Zürich
- 1968:  Luxemburg
- 1969:  Magstadt
- 1970:  Zolder
- 1971:  Apeldoorn
- 1972:  Prag
- 1973:  London
- 1974:  Bera
- 1975:  Melchnau
- 1976:  Chazay-d’Azergues
- 1977:  Hannover
- 1978:  Amorebieta
- 1979:  Saccolongo /  Ordizia
- 1980:  Wetzikon
- 1981:  Tolosa
- 1982:  Lanarvily
- 1983:  Birmingham
- 1984:  Oss
- 1985:  München
- 1986:  Lembeek
- 1987:  Mladá Boleslav
- 1988:  Hägendorf
- 1989:  Pontchâteau
- 1990:  Getxo
- 1991:  Gieten
- 1992:  Leeds
- 1993:  Corva
- 1994:  Koksijde
- 1995:  Eschenbach
- 1996:  Montreuil
- 1997:  München
- 1998:  Middelfart
- 1999:  Poprad
- 2000:  Sint-Michielsgestel
- 2001:  Tábor
- 2002:  Zolder
- 2003:  Monopoli
- 2004:  Pontchâteau
- 2005:  St. Wendel
- 2006:  Zeddam
- 2007:  Hooglede
- 2008:  Treviso
- 2009:  Hoogerheide
- 2010:  Tábor
- 2011:  St. Wendel
- 2012:  Koksijde
- 2013:  Louisville
- 2014:  Hoogerheide
- 2015:  Tábor
- 2016:  Zolder
- 2017:  Bieles
- 2018:  Valkenburg
- 2019:  Bogense
- 2020:  Dübendorf
- 2021:  Ostende
- 2022:  Fayetteville
- 2023:  Hoogerheide
- 2024:  Tábor
- 2025:  Liévin
- 2026:  Hulst
- 2027:  Ostende
- 2028:  Hoogerheide
- 2029: noch nicht vergeben
- 2030:  Namur

## Palmarès
Die untenstehende Grafik fasst zusammen, welche Wettbewerbe zu welchen Zeitpunkten seit 1950 ausgetragen wurden. Die Medaillengewinner jedes Wettbewerbs stehen unter dem jeweiligen Verweis.
Die gegenwärtigen, bei den Weltmeisterschaften 2025 ermittelten Titelträger sind wie folgt:
| Wettbewerb     | Titelträger                                                                                        |                                       |
| -------------- | -------------------------------------------------------------------------------------------------- | ------------------------------------- |
| Männer Elite   | Mathieu van der Poel                                                                               |                                       |
| Frauen Elite   | Fem van Empel                                                                                      |                                       |
| Männer U23     | Tibor Del Grosso                                                                                   |                                       |
| Frauen U23     | Zoe Bäckstedt                                                                                      |                                       |
| Junioren       | Mattia Agostinacchio                                                                               |                                       |
| Juniorinnen    | Lise Revol                                                                                         |                                       |
| Mixed-Staffel  | \| Großbritannien \| Thomas Mein Oscar Amey Milo Wills \| Zoe Bäckstedt Cat Ferguson Maia Roche \| |                                       |
| Großbritannien | Thomas Mein Oscar Amey Milo Wills                                                                  | Zoe Bäckstedt Cat Ferguson Maia Roche |

## Medaillenspiegel
Unter Einzelmedaillen Elite sind die Ergebnisse der Männer (Profis bzw. Elite) und Frauen zusammengefasst. Unter Alle Altersgruppen sind auch die Resultate der Amateure, U23 und Junioren sowie die der Staffel enthalten. Die Medaillenverteilung pro Wettbewerb steht in den Unterartikeln über die Wettbewerbe, siehe Palmarès.
Bislang konnten sich Vertreter von 18 verschiedenen Verbänden in den Medaillenrängen platzieren, davon 12 in der Elite.
Stand: nach den Weltmeisterschaften 2025
| Platz  | Land               | Einzelmedaillen Elite | Einzelmedaillen Elite | Einzelmedaillen Elite | Einzelmedaillen Elite | Alle Wettbewerbe | Alle Wettbewerbe | Alle Wettbewerbe | Alle Wettbewerbe |
| Platz  | Land               | Gold                  | Silber                | Bronze                | Gesamt                | Gold             | Silber           | Bronze           | Gesamt           |
| ------ | ------------------ | --------------------- | --------------------- | --------------------- | --------------------- | ---------------- | ---------------- | ---------------- | ---------------- |
| 1      | Belgien            | 33                    | 27                    | 27                    | 87                    | 62               | 57               | 49               | 168              |
| 2      | Niederlande        | 27                    | 23                    | 23                    | 73                    | 53               | 42               | 46               | 141              |
| 3      | Frankreich         | 14                    | 10                    | 20                    | 44                    | 24               | 18               | 33               | 75               |
| 4      | Deutschland        | 10                    | 13                    | 7                     | 30                    | 16               | 22               | 14               | 52               |
| 5      | Schweiz            | 7                     | 13                    | 11                    | 31                    | 17               | 22               | 23               | 62               |
| 6      | Italien            | 6                     | 5                     | 8                     | 19                    | 13               | 8                | 13               | 34               |
| 7      | Tschechien         | 3                     | 4                     | 2                     | 9                     | 9                | 15               | 17               | 41               |
| 8      | Großbritannien     | 1                     | 2                     | 1                     | 4                     | 13               | 8                | 5                | 26               |
| 9      | Tschechoslowakei   | 1                     | 0                     | 0                     | 1                     | 11               | 9                | 9                | 29               |
| 10     | Vereinigte Staaten | 0                     | 5                     | 1                     | 6                     | 1                | 8                | 3                | 12               |
| 11     | Dänemark           | 0                     | 0                     | 1                     | 1                     | 2                | 1                | 2                | 5                |
| 12     | Luxemburg          | 0                     | 0                     | 1                     | 1                     | 0                | 1                | 1                | 2                |
| 13     | Spanien            | 0                     | 0                     | 0                     | 0                     | 1                | 4                | 0                | 5                |
| 14     | Kanada             | 0                     | 0                     | 0                     | 0                     | 1                | 1                | 1                | 3                |
| 15     | Polen              | 0                     | 0                     | 0                     | 0                     | 0                | 4                | 4                | 8                |
| 16     | Slowakei           | 0                     | 0                     | 0                     | 0                     | 0                | 2                | 1                | 3                |
| 17     | Ungarn             | 0                     | 0                     | 0                     | 0                     | 0                | 1                | 1                | 2                |
| 18     | Österreich         | 0                     | 0                     | 0                     | 0                     | 0                | 0                | 1                | 1                |
| Gesamt | Gesamt             | 102                   | 102                   | 102                   | 306                   | 223              | 223              | 223              | 669              |